# 正親町三条実昭
正親町三条 実昭（おおぎまちさんじょう さねあき）は、江戸時代前期の公卿。官位は従三位・参議。初名は季成（すえなり）。

## 経歴
寛永8年（1631年）叙爵。刑部大輔をつとめていたが、慶安2年（1649年）、前年に薨去した兄公高の養子として正親町三条家を継ぐこととなった。右近衛少将・右近衛中将を経て、明暦元年（1655年）従三位参議となり、公卿に列するも同年中に辞職している。その後寛文8年（1668年）に薨去。享年45。

## 系譜
- 父：正親町三条実有
- 母：不詳
- 養父：正親町三条公高
- 妻：冷泉為景の娘
  - 男子：正親町三条公廉（1649-1671）
  - 男子：正親町三条実久（1656-1695）
  - 猶子：園池公屋